# Казимір Великоселець
Казимір Великоселець OP (біл. Казімір Велікаселец; нар. 5 травня 1945, с. Староволя) — білоруський римо-католицький єпископ, домініканець; з 6 травня 1999 року єпископ-помічник Пінської дієцезії і титулярний єпископ Бланда Юлії.

## Життєпис
Народився 5 травня 1945 року в с. Староволя, нині Пружанський район Берестейської області в Білорусі.
Служив в армії за призовом, працював на будівництві у Вільнюсі. У Вільнюсі познайомився з ченцями-домініканцями. Три роки влада не дозволяла йому вступити до Ризької семінарії. Прийнятий до Ризької семінарії в 1981 році. Під час навчання склав перші монаші обіти в домініканському ордені.
Після закінчення семінарії (1984), 3 червня 1984 року висвячений на священника і направлений на першу парафію Пресвятої Трійці в Ішколді. Під його духовною опікою були також Юшкевичі, Городище, Столовичі, Полонечка, Новий Свержень, Городея, Кореличі, Мір, Ганцевичі, оскільки тоді священиків бракувало і кожен з них обслуговував численні парафії. Крім пастирського служіння займався реставрацією і ремонтом храмів.
У 1992 році він був призначений Генеральним вікарієм Пінської дієцезії, одночасно виконував обов'язки декана Барановицького деканату та настоятеля храму Воздвиження Святого Хреста в м. Барановичі.

## Єпископ
6 травня 1999 року Папа Римський Іван Павло II призначив о. Казиміра Великосельця єпископом-помічником Пінської дієцезії. Єпископські свячення отримав 24 червня 1999 року в Пінському катедральному соборі з рук кардинала Казімежа Свйонтека.
3 січня 2021 року, в день 75-річчя Митрополита Тадеуша Кондрусевича, Папа Римський Франциск прийняв його зречення і одночасно призначив Апостальським Адміністратором sede vacante Мінсько-Могильовської митрополичої катедри єпископа Казиміра Великосельця.